# Шкумба
Шкумба (Шкумбија; алб. Shkumbini) је 181 km дуга река у централној Албанији. По дужини и по количини воде (просечно 61,5 m³/s) то је једна од највећих река у земљи.
Шкумба извире југозападно од града Поградеца у југоисточној Албанији. Прво тече долином између планина ка северу, а код града Либражда скреће ка западу. Код Елбасана река прелази у широку равницу. Шкумба даље тече ка свом ушћу у Јадранско море, где гради малу делту у лагуни. На путу до Јадрана протиче и поред места Пекињ.
Река Шкумба представља дијалекатску границу два дијалекта албанског језика. Јужно од реке говори се дијалекат тоска, док се на северу говори геге. Разлика између ових региона није само језичка, већ и културна. Разлика је видљива у фолклору и народној музици. Јужно од Шкумбе готово да нема католика, док северно практично нема православних. За Тоске се сматра да су отворенији према свету, за разлику од конзервативних брђана на северу.